# Darevskia caucasica
Darevskia caucasica là một loài thằn lằn trong họ Lacertidae. Loài này được Méhely mô tả khoa học đầu tiên năm 1909.